# Las Katyński (film dokumentalny)
Las Katyński – polski film dokumentalny z 1990 roku zrealizowany przez Marcela Łozińskiego z inspiracji Andrzeja Wajdy. Film opowiada o zbrodni katyńskiej, dokonanej w 1940 roku, gdy radziecka policja polityczna NKWD zamordowała kilkanaście tysięcy polskich oficerów i policjantów wziętych do niewoli przez ZSRR po agresji ZSRR na Polskę we wrześniu 1939 roku.

## Nagrody
- „Srebrna Sestercja” (Festiwal „Visions du Reel”, Nyon 1990)
- Nagroda Dziennikarzy II Stopnia (Międzynarodowy Festiwal Filmów Krótkometrażowych, Kraków 1990)
- „Złote Grono” (Lubuskie Lato Filmowe, Łagów 1990)
- Nagroda dla najlepszego filmu dokumentalnego (Festiwal „Prix Europa”, Reykjavik 1991)[1]